# Präfektur Vientiane
Die Präfektur Vientiane (laotisch ນະຄອນຫຼວງວຽງຈັນ, Nakhon Luang Vieng Chan) ist eine Verwaltungseinheit im Nordwesten von Laos. Die Einwohnerzahl beträgt 948.000 (Stand: 2020). Die Hauptstadt der Präfektur ist gleichzeitig die Landeshauptstadt: Vientiane. 
Das neue Nationalstadion von Laos befindet sich seit 2009 in der Präfektur Vientiane.

## Geschichte
Im Jahr 1989 wurde die Provinz Vientiane in zwei Teile aufgespalten, die Präfektur Vientiane, die unter anderem die Hauptstadt Vientiane enthielt, sowie das übrige Gebiet, die Provinz Vientiane.

## Geographie
Die Präfektur Vientiane liegt im Nordwesten des Landes. Die benachbarten Provinzen sind (von Westen im Uhrzeigersinn): Vientiane (Provinz), Saysomboun und Bolikhamsai.
Nach Süden bildet der Mekong die Grenze nach Thailand. Auf dem gegenüberliegenden Ufer liegt die thailändische Provinz Nong Khai.

## Verkehr

Bahnhof Vientiane

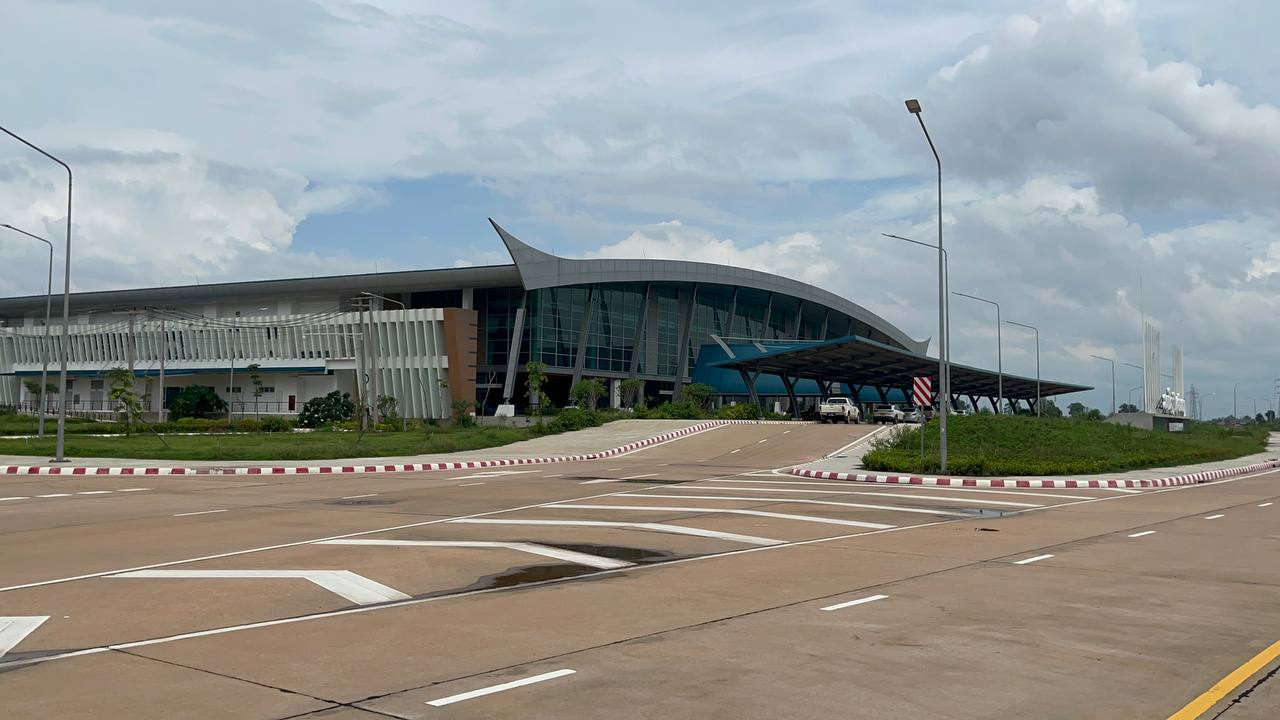
Bahnhof Khamsavath

In der Präfektur liegt die Erste Thailändisch-Laotische Freundschaftsbrücke mit dem Grenzübergang nach Thailand sowie seit 2009 die Bahnstrecke Nong Khai–Vientiane seit 2021 die Bahnstrecke Boten–Vientiane. Außerdem führt die  Fernstraße AH12 des Asiatischen Fernstraßen-Projektes und die Nationalstraße 13 durch die Präfektur. Seit 2020 beginnt hier die erste Autobahn in Laos der Vientiane-Boten Expressway.
Bahnhöfen in der Präfektur Vientiane:
- Bahnhof Thanaleng, Dongphosy Village im Hadxayfong Distrikt (seit 2009)
- Bahnhof Vientiane Railway Station, Xay Village im Xaythany Distrikt (seit 2021)
- Bahnhof Khamsavath Station, Khamsavath Village im Xaysetha Distrikt (seit 2023)

Seit Dezember 2021 erfolgt in der Präfektur Vientiane die Umladung der Container im Schienengüterverkehr zwischen den Zügen verschiedener Spurbreiten.

## Verwaltungsgliederung
Die Präfektur besteht aus den folgenden neun Distrikten (ເມືອງ – [mʉ̄aṅ]):
|       | Code         | Distrikt  | Lao |
| ----- | ------------ | --------- | --- |
|       |              |           |     |
| 01-01 | Chanthabuly  | ຈັນທະບູລີ    |     |
| 01-02 | Sikhottabong | ສີໂຄດຕະບອງ |     |
| 01-03 | Xaysetha     | ໄຊເສດຖາ   |     |
| 01-04 | Sisattanak   | ສີສັດຕະນາກ  |     |
| 01-05 | Naxaithong   | ນາຊາຍທອງ  |     |
| 01-06 | Xaythany     | ໄຊທານີ     |     |
| 01-07 | Hadxayfong   | ຫາດຊາຍຟອງ |     |
| 01-08 | Sangthong    | ສັງທອງ     |     |
| 01-09 | Mayparkngum  | ໃໝ່ປາກງື່ມ   |     |

Hinweis: Die Distrikte in Fettschrift sind Teil der Stadt Vientiane, die offiziell „Vientiane Capital“ heißt.